# ورخنیه کیگی
ورخنیه کیگی (انگلیسی: Verkhniye Kigi) یک شهرک در شهرستان کیگینسکی استان باشقیرستان کشور روسیه است.